# Saison 2024-2025 des Hornets de Charlotte
La saison 2024-2025 des Hornets de Charlotte est la 35e saison de la franchise au sein de la National Basketball Association (NBA).
Le 23 mars, les Hornets sont éliminés de la course aux playoffs après une défaite contre le Magic d'Orlando (105-122).

## Draft
| Tour | Choix | Joueur         | Poste | Nationalité | Provenance             |
| ---- | ----- | -------------- | ----- | ----------- | ---------------------- |
| 1    | 6     | Tidjane Salaün | SF    | France      | Cholet Basket (France) |
| 2    | 42    | KJ Simpson     | PG    | États-Unis  | Buffaloes du Colorado  |

## Matchs

### Summer League
| Summer League Total: 7-1 |

| Match | Date match | Équipe              | Score   | Meilleur marqueur     | Meilleur rebondeur | Meilleur passeur   | Lieux Spectateurs | Série |
| ----- | ---------- | ------------------- | ------- | --------------------- | ------------------ | ------------------ | ----------------- | ----- |
| 1     | 6 juillet  | San Antonio         | V 97-65 | Mouhamadou Gueye (21) | Jake Stephens (8)  | Zavier Simpson (8) | Golden 1 Center 0 | 1 - 0 |
| 2     | 7 juillet  | Team China          | V 93-62 | Bryce McGowens (20)   | Quatre joueurs (4) | Zavier Simpson (4) | Golden 1 Center 0 | 2 - 0 |
| 3     | 9 juillet  | Sacramento - Team 1 | V 86-82 | Bryce McGowens (29)   | Jake Stephens (10) | Black, Simpson (3) | Golden 1 Center 0 | 3 - 0 |

| Match | Date match | Équipe   | Score   | Meilleur marqueur   | Meilleur rebondeur      | Meilleur passeur    | Lieux Spectateurs      | Série |
| ----- | ---------- | -------- | ------- | ------------------- | ----------------------- | ------------------- | ---------------------- | ----- |
| 1     | 13 juillet | New York | V 94-90 | Nick Smith Jr. (24) | Brandon Miller (8)      | Zavier Simpson (10) | Thomas & Mack Center 0 | 1 - 0 |
| 2     | 16 juillet | Denver   | V 80-66 | Nick Smith Jr. (21) | Tidjane Salaün (10)     | Zavier Simpson (8)  | Cox Pavilion 0         | 2 - 0 |
| 3     | 17 juillet | Boston   | D 84-89 | Zavier Simpson (19) | James Banks III (7)     | Zavier Simpson (6)  | Cox Pavilion 0         | 2 - 1 |
| 4     | 19 juillet | Portland | V 84-68 | Matt Morgan (36)    | McConnell, Stephens (7) | Zavier Simpson (8)  | Cox Pavilion 0         | 3 - 1 |
| 5     | 21 juillet | Brooklyn | V 97-90 | Brandon Slater (30) | Jake Stephens (9)       | Jake Stephens (4)   | Thomas & Mack Center 0 | 4 - 1 |

### Pré-saison
| Pré-saison Total: 2-3 (Domicile : 1-1; Extérieur : 1-2) |

| Match | Date match | Équipe     | Score          | Meilleur marqueur   | Meilleur rebondeur  | Meilleur passeur   | Lieux Spectateurs            | Série |
| ----- | ---------- | ---------- | -------------- | ------------------- | ------------------- | ------------------ | ---------------------------- | ----- |
| 1     | 6 octobre  | New York   | D 109-111      | LaMelo Ball (18)    | Nick Richards (9)   | LaMelo Ball (7)    | Spectrum Center 10 486       | 0 - 1 |
| 2     | 8 octobre  | Miami      | V 111-108      | LaMelo Ball (24)    | Moussa Diabaté (10) | Ball, Mann (4)     | Spectrum Center 10 093       | 1 - 1 |
| 3     | 10 octobre | @ Memphis  | V 119-94       | Brandon Miller (22) | Nick Richards (11)  | Vasilije Micić (4) | FedExForum 13 411            | 2 - 1 |
| 4     | 15 octobre | @ New York | D 105-111      | Brandon Miller (26) | Tidjane Salaün (8)  | LaMelo Ball (7)    | Madison Square Garden 19 355 | 2 - 2 |
| 5     | 17 octobre | @ Indiana  | D 116-121 (OT) | Brandon Miller (20) | Tidjane Salaün (14) | KJ Simpson (5)     | Gainbridge Fieldhouse 11 835 | 2 - 3 |

### Saison régulière
| Saison régulière Total: 19-63 (Domicile : 12-29; Extérieur : 7-34) |

| Match | Date match | Équipe    | Score     | Meilleur marqueur | Meilleur rebondeur | Meilleur passeur   | Lieux Spectateurs       | Série |
| ----- | ---------- | --------- | --------- | ----------------- | ------------------ | ------------------ | ----------------------- | ----- |
| 1     | 23 octobre | @ Houston | V 110-105 | LaMelo Ball (34)  | Miles Bridges (9)  | LaMelo Ball (11)   | Toyota Center 18 055    | 1 - 0 |
| 2     | 25 octobre | @ Atlanta | D 120-125 | LaMelo Ball (34)  | Nick Richards (13) | Grant Williams (6) | State Farm Arena 14 433 | 1 - 1 |
| 3     | 26 octobre | Miami     | D 106-114 | LaMelo Ball (27)  | Nick Richards (12) | LaMelo Ball (7)    | Spectrum Center 19 102  | 1 - 2 |
| 4     | 30 octobre | Toronto   | V 138-133 | Tre Mann (27)     | Nick Richards (14) | LaMelo Ball (6)    | Spectrum Center 13 113  | 2 - 2 |

| Match                                  | Date match   | Équipe         | Score          | Meilleur marqueur   | Meilleur rebondeur    | Meilleur passeur   | Lieux Spectateurs                 | Série  |
| -------------------------------------- | ------------ | -------------- | -------------- | ------------------- | --------------------- | ------------------ | --------------------------------- | ------ |
| 5                                      | 1er novembre | Boston         | D 109-124      | LaMelo Ball (31)    | Trois joueurs (7)     | Tre Mann (5)       | Spectrum Center 18 557            | 2 - 3  |
| 6                                      | 2 novembre   | Boston         | D 103-113      | LaMelo Ball (36)    | Miles Bridges (8)     | Ball, Miller (6)   | Spectrum Center 19 253            | 2 - 4  |
| 7                                      | 4 novembre   | @ Minnesota    | D 93-114       | LaMelo Ball (19)    | Miles Bridges (6)     | Tre Mann (6)       | Target Center 18 978              | 2 - 5  |
| 8                                      | 6 novembre   | Détroit        | V 108-107      | Miles Bridges (27)  | Bridges, Williams (7) | LaMelo Ball (8)    | Spectrum Center 13 247            | 3 - 5  |
| 9                                      | 8 novembre   | Indiana        | V 103-83       | Brandon Miller (29) | Moussa Diabaté (15)   | Ball, Miller (6)   | Spectrum Center 17 024            | 4 - 5  |
| 10                                     | 10 novembre  | @ Philadelphie | D 105-107 (OT) | LaMelo Ball (38)    | Moussa Diabaté (11)   | LaMelo Ball (8)    | Wells Fargo Center 19 764         | 4 - 6  |
| 11                                     | 12 novembre  | @ Orlando*     | D 89-114       | LaMelo Ball (35)    | Moussa Diabaté (15)   | Ball, Miller (7)   | Kia Center 17 541                 | 4 - 7  |
| 12                                     | 16 novembre  | Milwaukee      | V 115-114      | LaMelo Ball (26)    | Moussa Diabaté (14)   | LaMelo Ball (6)    | Spectrum Center 19 145            | 5 - 7  |
| 13                                     | 17 novembre  | @ Cleveland    | D 114-128      | LaMelo Ball (31)    | Grant Williams (9)    | LaMelo Ball (12)   | Rocket Mortgage FieldHouse 19 432 | 5 - 8  |
| 14                                     | 19 novembre  | @ Brooklyn*    | D 115-116      | Brandon Miller (29) | Tidjane Salaün (8)    | Tre Mann (6)       | Barclays Center 18 117            | 5 - 9  |
| 15                                     | 21 novembre  | Détroit        | V 123-121 (OT) | Brandon Miller (38) | Moussa Diabaté (16)   | LaMelo Ball (9)    | Spectrum Center 14 671            | 6 - 9  |
| 16                                     | 23 novembre  | @ Milwaukee    | D 119-125      | LaMelo Ball (50)    | Diabaté, Miller (11)  | LaMelo Ball (10)   | Fiserv Forum 17 341               | 6 - 10 |
| 17                                     | 25 novembre  | Orlando        | D 84-95        | LaMelo Ball (44)    | Brandon Miller (10)   | LaMelo Ball (7)    | Spectrum Center 14 898            | 6 - 11 |
| 18                                     | 27 novembre  | Miami          | D 94-98        | LaMelo Ball (32)    | Moussa Diabaté (11)   | LaMelo Ball (7)    | Spectrum Center 17 710            | 6 - 12 |
| 19                                     | 29 novembre  | New York*      | D 98-99        | Brandon Miller (20) | Moussa Diabaté (11)   | Vasilije Micić (8) | Spectrum Center 19 313            | 6 - 13 |
| 20                                     | 30 novembre  | Atlanta        | D 104-107      | Brandon Miller (32) | Trois joueurs (8)     | Martin, Micić (5)  | Spectrum Center 17 969            | 6 - 14 |
| *Matchs comptant pour la NBA Cup 2024. |              |                |                |                     |                       |                    |                                   |        |

| Match                                 | Date match  | Équipe         | Score          | Meilleur marqueur   | Meilleur rebondeur     | Meilleur passeur    | Lieux Spectateurs            | Série  |
| ------------------------------------- | ----------- | -------------- | -------------- | ------------------- | ---------------------- | ------------------- | ---------------------------- | ------ |
| 21                                    | 3 décembre  | Philadelphie*  | D 104-110      | Brandon Miller (34) | Nick Richards (14)     | KJ Simpson (9)      | Spectrum Center 14 956       | 6 - 15 |
| 22                                    | 5 décembre  | @ New York     | D 101-125      | Brandon Miller (26) | Nick Richards (8)      | Vasilije Micić (12) | Madison Square Garden 19 812 | 6 - 16 |
| 23                                    | 7 décembre  | Cleveland      | D 102-116      | Brandon Miller (25) | Cody Martin (9)        | Vasilije Micić (7)  | Spectrum Center 18 832       | 6 - 17 |
| 24                                    | 8 décembre  | @ Indiana      | V 113-109      | Brandon Miller (26) | Nick Richards (14)     | Vasilije Micić (9)  | Gainbridge Fieldhouse 17 274 | 7 - 17 |
| 25                                    | 13 décembre | @ Chicago      | D 95-109       | Brandon Miller (21) | Bridges, Williams (9)  | Vasilije Micić (5)  | United Center 19 543         | 7 - 18 |
| 26                                    | 16 décembre | Philadelphie   | D 108-121      | Miles Bridges (24)  | Miles Bridges (6)      | LaMelo Ball (11)    | Spectrum Center 14 677       | 7 - 19 |
| 27                                    | 19 décembre | @ Washington   | D 114-123      | LaMelo Ball (34)    | Bridges, Williams (8)  | LaMelo Ball (13)    | Capital One Arena 15 256     | 7 - 20 |
| 28                                    | 20 décembre | @ Philadelphie | D 98-108       | Vasilije Micić (20) | Tidjane Salaün (8)     | Tidjane Salaün (5)  | Wells Fargo Center 20 291    | 7 - 21 |
| 29                                    | 23 décembre | Houston        | D 101-114      | Miles Bridges (24)  | Mark Williams (9)      | LaMelo Ball (8)     | Spectrum Center 19 134       | 7 - 22 |
| 30                                    | 26 décembre | @ Washington   | D 110-113      | LaMelo Ball (31)    | Miles Bridges (14)     | Brandon Miller (9)  | Capital One Arena 17 193     | 7 - 23 |
| 31                                    | 28 décembre | Oklahoma City  | D 94-106       | Miles Bridges (19)  | Bridges, Williams (10) | Miles Bridges (6)   | Spectrum Center 19 325       | 7 - 24 |
| 32                                    | 30 décembre | Chicago        | D 108-115 (OT) | Miles Bridges (31)  | Bridges, Williams (12) | Miles Bridges (8)   | Spectrum Center 19 197       | 7 - 25 |
| *Match comptant pour la NBA Cup 2024. |             |                |                |                     |                        |                     |                              |        |

| Match                                                                 | Date match | Équipe              | Score     | Meilleur marqueur   | Meilleur rebondeur    | Meilleur passeur   | Lieux Spectateurs                 | Série   |
| --------------------------------------------------------------------- | ---------- | ------------------- | --------- | ------------------- | --------------------- | ------------------ | --------------------------------- | ------- |
| 33                                                                    | 3 janvier  | @ Détroit           | D 94-98   | Miles Bridges (20)  | Bridges, Williams (9) | Trois joueurs (5)  | Little Caesars Arena 18 866       | 7 - 26  |
| 34                                                                    | 5 janvier  | @ Cleveland         | D 105-115 | Ball, Miller (24)   | Salaün, Williams (9)  | Cody Martin (5)    | Rocket Mortgage FieldHouse 19 432 | 7 - 27  |
| 35                                                                    | 7 janvier  | Phoenix             | V 115-104 | LaMelo Ball (32)    | Nick Richards (12)    | LaMelo Ball (7)    | Spectrum Center 16 647            | 8 - 27  |
| -                                                                     | 9 janvier  | @ L.A. Lakers       | Reporté*  | Reporté*            | Reporté*              | Reporté*           | Crypto.com Arena                  | -       |
| -                                                                     | 11 janvier | @ L.A. Clippers     | Reporté*  | Reporté*            | Reporté*              | Reporté*           | Intuit Dome                       | -       |
| 36                                                                    | 12 janvier | @ Phoenix           | D 113-120 | LaMelo Ball (25)    | Mark Williams (16)    | LaMelo Ball (11)   | Footprint Center 17 071           | 8 - 28  |
| 37                                                                    | 15 janvier | @ Utah              | V 117-112 | Mark Williams (31)  | Mark Williams (13)    | LaMelo Ball (9)    | Delta Center 18 175               | 9 - 28  |
| 38                                                                    | 17 janvier | @ Chicago           | V 125-123 | LaMelo Ball (26)    | Mark Williams (19)    | LaMelo Ball (9)    | United Center 20 598              | 10 - 28 |
| 39                                                                    | 20 janvier | Dallas              | V 110-105 | Ball, Bridges (23)  | Mark Williams (13)    | LaMelo Ball (9)    | Spectrum Center 19 314            | 11 - 28 |
| 40                                                                    | 22 janvier | @ Memphis           | D 120-132 | Mark Williams (38)  | Mark Williams (9)     | Ball, Bridges (6)  | FedExForum 15 971                 | 11 - 29 |
| 41                                                                    | 24 janvier | Portland            | D 97-102  | Nick Smith Jr. (17) | Josh Okogie (10)      | Nick Smith Jr. (5) | Spectrum Center 16 228            | 11 - 30 |
| 42                                                                    | 25 janvier | La Nouvelle-Orléans | V 123-92  | LaMelo Ball (25)    | Moussa Diabaté (13)   | LaMelo Ball (7)    | Spectrum Center 18 461            | 12 - 30 |
| 43                                                                    | 27 janvier | L.A. Lakers         | D 107-112 | Miles Bridges (26)  | Bridges, Williams (8) | Nick Smith Jr. (6) | Spectrum Center 19 483            | 12 - 31 |
| 44                                                                    | 29 janvier | Brooklyn            | D 83-104  | Miles Bridges (23)  | Miles Bridges (13)    | Vasilije Micić (6) | Spectrum Center 14 307            | 12 - 32 |
| 45                                                                    | 31 janvier | L.A. Clippers       | D 104-112 | Miles Bridges (27)  | Moussa Diabaté (14)   | Miles Bridges (6)  | Spectrum Center 15 342            | 12 - 33 |
| * Les matchs ont été reportés à la suite des incendies à Los Angeles. |            |                     |           |                     |                       |                    |                                   |         |

| Match                  | Date match  | Équipe         | Score     | Meilleur marqueur       | Meilleur rebondeur  | Meilleur passeur    | Lieux Spectateurs               | Série   |
| ---------------------- | ----------- | -------------- | --------- | ----------------------- | ------------------- | ------------------- | ------------------------------- | ------- |
| 46                     | 1er février | Denver         | D 104-107 | Miles Bridges (24)      | Mark Williams (15)  | KJ Simpson (8)      | Spectrum Center 19 106          | 12 - 34 |
| 47                     | 3 février   | Washington     | D 114-124 | Bridges, Smith Jr. (24) | Mark Williams (14)  | Miles Bridges (10)  | Spectrum Center 14 129          | 12 - 35 |
| 48                     | 5 février   | Milwaukee      | D 102-112 | Nick Smith Jr. (23)     | Moussa Diabaté (13) | Miles Bridges (6)   | Spectrum Center 14 385          | 12 - 36 |
| 49                     | 7 février   | San Antonio    | V 117-116 | Miles Bridges (25)      | Moussa Diabaté (15) | LaMelo Ball (10)    | Spectrum Center 19 290          | 13 - 36 |
| 50                     | 9 février   | @ Détroit      | D 102-112 | Miles Bridges (30)      | Miles Bridges (9)   | KJ Simpson (6)      | Little Caesars Arena 18 740     | 13 - 37 |
| 51                     | 10 février  | @ Brooklyn     | D 89-97   | Moussa Diabaté (21)     | Moussa Diabaté (10) | Nick Smith Jr. (5)  | Barclays Center 16 013          | 13 - 38 |
| 52                     | 12 février  | @ Orlando      | D 86-102  | Miles Bridges (19)      | Taj Gibson (12)     | Elfrid Payton (7)   | Kia Center 18 947               | 13 - 39 |
| NBA All-Star Game 2025 |             |                |           |                         |                     |                     |                                 |         |
| 53                     | 19 février  | @ L.A. Lakers  | V 100-97  | Miles Bridges (29)      | Mark Williams (9)   | Jusuf Nurkić (7)    | Crypto.com Arena 18 997         | 14 - 39 |
| 54                     | 20 février  | @ Denver       | D 115-129 | Miles Bridges (36)      | Miles Bridges (13)  | Bridges, Nurkić (7) | Ball Arena 19 870               | 14 - 40 |
| 55                     | 22 février  | @ Portland     | D 88-141  | Miles Bridges (17)      | Jusuf Nurkić (8)    | Jusuf Nurkić (5)    | Little Caesars Arena 18 501     | 14 - 41 |
| 56                     | 24 février  | @ Sacramento   | D 88-130  | Miles Bridges (23)      | Jusuf Nurkić (9)    | LaMelo Ball (9)     | Golden 1 Center 17 832          | 14 - 42 |
| 57                     | 25 février  | @ Golden State | V 92-128  | KJ Simpson (16)         | Mark Williams (12)  | Damion Baugh (5)    | Chase Center 18 064             | 14 - 43 |
| 58                     | 27 février  | @ Dallas       | D 96-103  | Mark Williams (26)      | Mark Williams (16)  | Nick Smith Jr. (7)  | American Airlines Center 20 009 | 14 - 44 |

| Match | Date match | Équipe                | Score     | Meilleur marqueur    | Meilleur rebondeur  | Meilleur passeur    | Lieux Spectateurs           | Série   |
| ----- | ---------- | --------------------- | --------- | -------------------- | ------------------- | ------------------- | --------------------------- | ------- |
| 59    | 1er mars   | Washington            | D 100-113 | Mark Williams (24)   | Mark Williams (12)  | Miles Bridges (7)   | Spectrum Center 17 904      | 14 - 45 |
| 60    | 3 mars     | Golden State          | D 101-119 | Miles Bridges (35)   | Mark Williams (13)  | LaMelo Ball (7)     | Spectrum Center 19 223      | 14 - 46 |
| 61    | 5 mars     | Minnesota             | D 110-125 | LaMelo Ball (28)     | LaMelo Ball (10)    | LaMelo Ball (6)     | Spectrum Center 17 578      | 14 - 47 |
| 62    | 7 mars     | Cleveland             | D 117-118 | Miles Bridges (46)   | Jusuf Nurkić (15)   | LaMelo Ball (7)     | Spectrum Center 19 296      | 14 - 48 |
| 63    | 8 mars     | Brooklyn              | V 105-102 | Miles Bridges (26)   | Moussa Diabaté (15) | Bridges, Green (5)  | Spectrum Center 18 652      | 15 - 48 |
| 64    | 10 mars    | @ Miami               | V 105-102 | Miles Bridges (35)   | Mark Williams (10)  | LaMelo Ball (10)    | Kaseya Center 19 600        | 16 - 48 |
| 65    | 12 mars    | @ Atlanta             | D 110-123 | Miles Bridges (31)   | Mark Williams (14)  | LaMelo Ball (9)     | State Farm Arena 15 901     | 16 - 49 |
| 66    | 14 mars    | @ San Antonio         | V 145-134 | LaMelo Ball (27)     | Mark Williams (10)  | LaMelo Ball (15)    | Frost Bank Center 18 510    | 17 - 49 |
| 67    | 16 mars    | @ L.A. Clippers       | D 88-123  | Mark Williams (18)   | Mark Williams (15)  | Mark Williams (7)   | Intuit Dome 17 927          | 17 - 50 |
| 68    | 18 mars    | Atlanta               | D 102-134 | Curry, Jeffries (19) | Damion Baugh (9)    | Baugh, Williams (5) | Spectrum Center 15 341      | 17 - 51 |
| 69    | 20 mars    | New York              | V 115-98  | LaMelo Ball (25)     | Mark Williams (14)  | LaMelo Ball (8)     | Spectrum Center 18 557      | 18 - 51 |
| 70    | 21 mars    | @ Oklahoma City       | D 106-141 | Miles Bridges (20)   | Jusuf Nurkić (9)    | KJ Simpson (8)      | Paycom Center 18 203        | 18 - 52 |
| 71    | 23 mars    | @ Miami               | D 105-122 | Nick Smith Jr. (19)  | Miles Bridges (13)  | LaMelo Ball (11)    | Kaseya Center 19 700        | 18 - 53 |
| 72    | 25 mars    | Orlando               | D 104-111 | LaMelo Ball (25)     | Mark Williams (13)  | LaMelo Ball (9)     | Spectrum Center 14 639      | 18 - 54 |
| 73    | 28 mars    | @ Toronto             | D 97-108  | Mark Williams (18)   | Tidjane Salaün (14) | Miles Bridges (6)   | Scotiabank Arena 19 276     | 18 - 55 |
| 74    | 30 mars    | @ La Nouvelle-Orléans | D 94-98   | Miles Bridges (20)   | Jusuf Nurkić (12)   | Jusuf Nurkić (5)    | Smoothie King Center 17 490 | 18 - 56 |
| 75    | 31 mars    | Utah                  | V 110-106 | Miles Bridges (26)   | Mark Williams (13)  | Miles Bridges (8)   | Spectrum Center 14 410      | 19 - 56 |

| Match | Date match | Équipe     | Score     | Meilleur marqueur   | Meilleur rebondeur  | Meilleur passeur    | Lieux Spectateurs            | Série   |
| ----- | ---------- | ---------- | --------- | ------------------- | ------------------- | ------------------- | ---------------------------- | ------- |
| 76    | 2 avril    | @ Indiana  | D 105-119 | Miles Bridges (18)  | Mark Williams (12)  | Miles Bridges (5)   | Gainbridge Fieldhouse 16 042 | 19 - 57 |
| 77    | 4 avril    | Sacramento | D 102-125 | Miles Bridges (22)  | Moussa Diabaté (11) | Simpson, Sims (4)   | Spectrum Center 15 896       | 19 - 58 |
| 78    | 6 avril    | Chicago    | D 117-131 | Mark Williams (22)  | Mark Williams (9)   | KJ Simpson (7)      | Spectrum Center 18 499       | 19 - 59 |
| 79    | 8 avril    | Memphis    | D 100-124 | Miles Bridges (14)  | Tidjane Salaün (9)  | Trois joueurs (3)   | Spectrum Center 17 125       | 19 - 60 |
| 80    | 9 avril    | @ Toronto  | D 96-126  | Nick Smith Jr. (28) | Jusuf Nurkić (9)    | Nick Smith Jr. (10) | Scotiabank Arena 19 800      | 19 - 61 |
| 81    | 11 avril   | @ Boston   | D 94-130  | Seth Curry (17)     | Mark Williams (12)  | Jusuf Nurkić (6)    | TD Garden 19 156             | 19 - 62 |
| 82    | 13 avril   | @ Boston   | D 86-93   | Nurkić, Okogie (14) | Jusuf Nurkić (9)    | Damion Baugh (6)    | TD Garden 19 156             | 19 - 63 |

### Confrontations en saison régulière
| Conférence Est      | Conférence Est                             | Conférence Est                             | Conférence Est                             | Conférence Est                             | Conférence Ouest                           | Conférence Ouest                           | Conférence Ouest                           |
| Division Atlantique | Division Atlantique                        | Division Atlantique                        | Division Atlantique                        | Division Atlantique                        | Division Nord-Ouest                        | Division Nord-Ouest                        | Division Nord-Ouest                        |
| Équipe              | Domicile                                   | Domicile                                   | Extérieur                                  | Extérieur                                  | Équipe                                     | Domicile                                   | Extérieur                                  |
| ------------------- | ------------------------------------------ | ------------------------------------------ | ------------------------------------------ | ------------------------------------------ | ------------------------------------------ | ------------------------------------------ | ------------------------------------------ |
| Boston              | 109-124                                    | 103-113                                    | 94-130                                     | 86-93                                      | Denver                                     | 104-107                                    | 115-129                                    |
| Brooklyn            | 83-104                                     | 105-102                                    | 115-116                                    | 89-97                                      | Minnesota                                  | 110-125                                    | 93-114                                     |
| New York            | 98-99                                      | 115-98                                     | 101-125                                    |                                            | Oklahoma City                              | 94-106                                     | 106-141                                    |
| Philadelphie        | 104-110                                    | 108-121                                    | 105-107 (OT)                               | 98-108                                     | Portland                                   | 97-102                                     | 88-141                                     |
| Toronto             | 138-133                                    |                                            | 97-108                                     | 96-126                                     | Utah                                       | 110-106                                    | 117-112                                    |
| Division            | 3–15 (Domicile : 3–6; Extérieur : 0–9)     | 3–15 (Domicile : 3–6; Extérieur : 0–9)     | 3–15 (Domicile : 3–6; Extérieur : 0–9)     | 3–15 (Domicile : 3–6; Extérieur : 0–9)     | Division                                   | 2–8 (Domicile : 1–4; Extérieur : 1–4)      | 2–8 (Domicile : 1–4; Extérieur : 1–4)      |
| Division Centrale   | Division Centrale                          | Division Centrale                          | Division Centrale                          | Division Centrale                          | Division Pacifique                         | Division Pacifique                         | Division Pacifique                         |
| Équipe              | Domicile                                   | Domicile                                   | Extérieur                                  | Extérieur                                  | Équipe                                     | Domicile                                   | Extérieur                                  |
| Chicago             | 108-115 (OT)                               | 117-131                                    | 95-109                                     | 125-123                                    | Golden State                               | 101-119                                    | 92-128                                     |
| Cleveland           | 102-116                                    | 117-118                                    | 114-128                                    | 105-115                                    | L.A. Clippers                              | 104-112                                    | 88-123                                     |
| Détroit             | 108-107                                    | 123-121 (OT)                               | 94-98                                      | 102-112                                    | L.A. Lakers                                | 107-112                                    | 100-97                                     |
| Indiana             | 103-83                                     |                                            | 113-109                                    | 105-119                                    | Phoenix                                    | 115-104                                    | 113-120                                    |
| Milwaukee           | 115-114                                    | 102-112                                    | 119-125                                    |                                            | Sacramento                                 | 102-125                                    | 88-130                                     |
| Division            | 6–12 (Domicile : 4–5; Extérieur : 2–7)     | 6–12 (Domicile : 4–5; Extérieur : 2–7)     | 6–12 (Domicile : 4–5; Extérieur : 2–7)     | 6–12 (Domicile : 4–5; Extérieur : 2–7)     | Division                                   | 2–8 (Domicile : 1–4; Extérieur : 1–4)      | 2–8 (Domicile : 1–4; Extérieur : 1–4)      |
| Division Sud-Est    | Division Sud-Est                           | Division Sud-Est                           | Division Sud-Est                           | Division Sud-Est                           | Division Sud-Ouest                         | Division Sud-Ouest                         | Division Sud-Ouest                         |
| Équipe              | Domicile                                   | Domicile                                   | Extérieur                                  | Extérieur                                  | Équipe                                     | Domicile                                   | Extérieur                                  |
| Atlanta             | 104-107                                    | 102-134                                    | 120-125                                    | 110-123                                    | Dallas                                     | 110-105                                    | 96-103                                     |
|                     |                                            |                                            |                                            |                                            | Houston                                    | 101-114                                    | 110-105                                    |
| Miami               | 106-114                                    | 94-98                                      | 105-102                                    | 105-122                                    | Memphis                                    | 100-124                                    | 120-132                                    |
| Orlando             | 84-95                                      | 104-111                                    | 89-114                                     | 86-102                                     | New Orleans                                | 123-92                                     | 94-98                                      |
| Washington          | 114-124                                    | 100-113                                    | 114-123                                    | 110-113                                    | San Antonio                                | 117-116                                    | 145-134                                    |
| Division            | 1–15 (Domicile : 0–8; Extérieur : 1–7)     | 1–15 (Domicile : 0–8; Extérieur : 1–7)     | 1–15 (Domicile : 0–8; Extérieur : 1–7)     | 1–15 (Domicile : 0–8; Extérieur : 1–7)     | Division                                   | 5–5 (Domicile : 3–2; Extérieur : 2–3)      | 5–5 (Domicile : 3–2; Extérieur : 2–3)      |
| Conférence          | 10–42 (Domicile : 7–19; Extérieur : 3–23)  | 10–42 (Domicile : 7–19; Extérieur : 3–23)  | 10–42 (Domicile : 7–19; Extérieur : 3–23)  | 10–42 (Domicile : 7–19; Extérieur : 3–23)  | Conférence                                 | 9–21 (Domicile : 5–10; Extérieur : 4–11)   | 9–21 (Domicile : 5–10; Extérieur : 4–11)   |
| Total               | 19-63 (Domicile : 12–29; Extérieur : 7–34) | 19-63 (Domicile : 12–29; Extérieur : 7–34) | 19-63 (Domicile : 12–29; Extérieur : 7–34) | 19-63 (Domicile : 12–29; Extérieur : 7–34) | 19-63 (Domicile : 12–29; Extérieur : 7–34) | 19-63 (Domicile : 12–29; Extérieur : 7–34) | 19-63 (Domicile : 12–29; Extérieur : 7–34) |

## Classements

### Saison régulière
| Conférence Est | Conférence Est             | Conférence Est | Conférence Est | Conférence Est | Conférence Est | Conférence Est | Conférence Est |
| No             | Franchise                  | Vic.           | Déf.           | MJ             | V/D            | GB             |                |
| -------------- | -------------------------- | -------------- | -------------- | -------------- | -------------- | -------------- | -------------- |
| 1              | Cavaliers de Cleveland - c | 64             | 18             | 82             | .780           | –              |                |
| 2              | Celtics de Boston - y      | 61             | 21             | 82             | .744           | 3              |                |
| 3              | Knicks de New York - x     | 51             | 31             | 82             | .622           | 13             |                |
| 4              | Pacers de l'Indiana - x    | 50             | 32             | 82             | .610           | 14             |                |
| 5              | Bucks de Milwaukee - x     | 48             | 34             | 82             | .585           | 16             |                |
| 6              | Pistons de Détroit - x     | 44             | 38             | 82             | .537           | 20             |                |
|                |                            |                |                |                |                |                |                |
| 7              | Magic d'Orlando - y        | 41             | 41             | 82             | .500           | 23             |                |
| 8              | Hawks d'Atlanta - pi       | 40             | 42             | 82             | .488           | 24             |                |
| 9              | Bulls de Chicago - pi      | 39             | 43             | 82             | .476           | 25             |                |
| 10             | Heat de Miami - x          | 37             | 45             | 82             | .451           | 27             |                |
|                |                            |                |                |                |                |                |                |
| 11             | Raptors de Toronto - o     | 30             | 52             | 82             | .366           | 34             |                |
| 12             | Nets de Brooklyn - o       | 26             | 56             | 82             | .317           | 38             |                |
| 13             | 76ers de Philadelphie - o  | 24             | 58             | 82             | .293           | 40             |                |
| 14             | Hornets de Charlotte - o   | 19             | 63             | 82             | .232           | 45             |                |
| 15             | Wizards de Washington - o  | 18             | 64             | 82             | .220           | 46             |                |

| Division Sud-Est          | V  | D  | MJ | V/D  | GB | Dom   | Ext   | Neu | Div  |
| ------------------------- | -- | -- | -- | ---- | -- | ----- | ----- | --- | ---- |
| Magic d'Orlando - y - pi  | 41 | 41 | 82 | .500 | –  | 22-19 | 19-22 | 0-0 | 12-4 |
| Hawks d'Atlanta - pi      | 40 | 42 | 82 | .488 | 1  | 21-19 | 19-22 | 0-1 | 10-6 |
| Heat de Miami - x         | 37 | 45 | 82 | .451 | 4  | 19-22 | 17-23 | 1-0 | 10-6 |
| Hornets de Charlotte - o  | 19 | 63 | 82 | .232 | 22 | 12-29 | 7-34  | 0-0 | 1-15 |
| Wizards de Washington - o | 18 | 64 | 82 | .220 | 23 | 8-32  | 10-31 | 0-1 | 7-9  |

### NBA In-Season Tournament
| Rang | Équipe                | %     | J | G | P | Pp  | Pc  | Diff |
| ---- | --------------------- | ----- | - | - | - | --- | --- | ---- |
| 1    | Knicks de New York    | 1.000 | 4 | 4 | 0 | 455 | 425 | 30   |
| 2    | Magic d'Orlando       | .750  | 4 | 3 | 1 | 441 | 396 | 45   |
| 3    | 76ers de Philadelphie | .500  | 4 | 2 | 2 | 408 | 411 | -3   |
| 4    | Nets de Brooklyn      | .250  | 4 | 1 | 3 | 436 | 475 | -39  |
| 5    | Hornets de Charlotte  | .000  | 4 | 0 | 4 | 406 | 439 | -33  |

|  | Quarts de finale                     | Quarts de finale                 | Quarts de finale                 | Quarts de finale                 |                         |                         | Demi-finales                     | Demi-finales                     | Demi-finales                     | Demi-finales                     |  |  | Finale                           | Finale                           | Finale                           | Finale                           |
|  |                                      |                                  |                                  |                                  |                         |                         |                                  |                                  |                                  |                                  |  |  |                                  |                                  |                                  |                                  |
|  | 10 décembre 2024 – Milwaukee, WI     | 10 décembre 2024 – Milwaukee, WI | 10 décembre 2024 – Milwaukee, WI | 10 décembre 2024 – Milwaukee, WI |                         |                         | 14 décembre 2024 – Las Vegas, NV | 14 décembre 2024 – Las Vegas, NV | 14 décembre 2024 – Las Vegas, NV | 14 décembre 2024 – Las Vegas, NV |  |  | 17 décembre 2024 – Las Vegas, NV | 17 décembre 2024 – Las Vegas, NV | 17 décembre 2024 – Las Vegas, NV | 17 décembre 2024 – Las Vegas, NV |
|  | 10 décembre 2024 – Milwaukee, WI     | 10 décembre 2024 – Milwaukee, WI | 10 décembre 2024 – Milwaukee, WI | 10 décembre 2024 – Milwaukee, WI |                         |                         | 14 décembre 2024 – Las Vegas, NV | 14 décembre 2024 – Las Vegas, NV | 14 décembre 2024 – Las Vegas, NV | 14 décembre 2024 – Las Vegas, NV |  |  | 17 décembre 2024 – Las Vegas, NV | 17 décembre 2024 – Las Vegas, NV | 17 décembre 2024 – Las Vegas, NV | 17 décembre 2024 – Las Vegas, NV |
|  | Bucks de Milwaukee                   | Bucks de Milwaukee               | 114                              | 114                              |                         |                         | 14 décembre 2024 – Las Vegas, NV | 14 décembre 2024 – Las Vegas, NV | 14 décembre 2024 – Las Vegas, NV | 14 décembre 2024 – Las Vegas, NV |  |  | 17 décembre 2024 – Las Vegas, NV | 17 décembre 2024 – Las Vegas, NV | 17 décembre 2024 – Las Vegas, NV | 17 décembre 2024 – Las Vegas, NV |
|  | Bucks de Milwaukee                   | Bucks de Milwaukee               | 114                              | 114                              |                         |                         | 14 décembre 2024 – Las Vegas, NV | 14 décembre 2024 – Las Vegas, NV | 14 décembre 2024 – Las Vegas, NV | 14 décembre 2024 – Las Vegas, NV |  |  | 17 décembre 2024 – Las Vegas, NV | 17 décembre 2024 – Las Vegas, NV | 17 décembre 2024 – Las Vegas, NV | 17 décembre 2024 – Las Vegas, NV |
|  | Magic d'Orlando                      | Magic d'Orlando                  | 109                              | 109                              |                         |                         | 14 décembre 2024 – Las Vegas, NV | 14 décembre 2024 – Las Vegas, NV | 14 décembre 2024 – Las Vegas, NV | 14 décembre 2024 – Las Vegas, NV |  |  | 17 décembre 2024 – Las Vegas, NV | 17 décembre 2024 – Las Vegas, NV | 17 décembre 2024 – Las Vegas, NV | 17 décembre 2024 – Las Vegas, NV |
|  | Magic d'Orlando                      | Magic d'Orlando                  | 109                              | 109                              | Bucks de Milwaukee      | Bucks de Milwaukee      | 110                              | 110                              |                                  |                                  |  |  | 17 décembre 2024 – Las Vegas, NV | 17 décembre 2024 – Las Vegas, NV | 17 décembre 2024 – Las Vegas, NV | 17 décembre 2024 – Las Vegas, NV |
|  | 11 décembre 2024 – New York, NY      |                                  |                                  |                                  | Bucks de Milwaukee      | Bucks de Milwaukee      | 110                              | 110                              |                                  |                                  |  |  | 17 décembre 2024 – Las Vegas, NV | 17 décembre 2024 – Las Vegas, NV | 17 décembre 2024 – Las Vegas, NV | 17 décembre 2024 – Las Vegas, NV |
|  |                                      |                                  | Hawks d'Atlanta                  | Hawks d'Atlanta                  | 102                     | 102                     |                                  |                                  |                                  |                                  |  |  | 17 décembre 2024 – Las Vegas, NV | 17 décembre 2024 – Las Vegas, NV | 17 décembre 2024 – Las Vegas, NV | 17 décembre 2024 – Las Vegas, NV |
|  | Knicks de New York                   | Knicks de New York               | Hawks d'Atlanta                  | Hawks d'Atlanta                  | 102                     | 102                     | 100                              | 100                              |                                  |                                  |  |  | 17 décembre 2024 – Las Vegas, NV | 17 décembre 2024 – Las Vegas, NV | 17 décembre 2024 – Las Vegas, NV | 17 décembre 2024 – Las Vegas, NV |
|  | Knicks de New York                   | Knicks de New York               | 14 décembre 2024 – Las Vegas, NV |                                  |                         |                         | 100                              | 100                              |                                  |                                  |  |  | 17 décembre 2024 – Las Vegas, NV | 17 décembre 2024 – Las Vegas, NV | 17 décembre 2024 – Las Vegas, NV | 17 décembre 2024 – Las Vegas, NV |
|  | Hawks d'Atlanta                      | Hawks d'Atlanta                  | 108                              | 108                              |                         |                         |                                  |                                  |                                  |                                  |  |  | 17 décembre 2024 – Las Vegas, NV | 17 décembre 2024 – Las Vegas, NV | 17 décembre 2024 – Las Vegas, NV | 17 décembre 2024 – Las Vegas, NV |
|  | Hawks d'Atlanta                      | Hawks d'Atlanta                  | 108                              | 108                              | Bucks de Milwaukee      | Bucks de Milwaukee      | 97                               | 97                               |                                  |                                  |  |  |                                  |                                  |                                  |                                  |
|  | 10 décembre 2024 – Oklahoma City, OK |                                  |                                  |                                  | Bucks de Milwaukee      | Bucks de Milwaukee      | 97                               | 97                               |                                  |                                  |  |  |                                  |                                  |                                  |                                  |
|  |                                      |                                  | Thunder d'Oklahoma City          | Thunder d'Oklahoma City          | 81                      | 81                      |                                  |                                  |                                  |                                  |  |  |                                  |                                  |                                  |                                  |
|  | Thunder d'Oklahoma City              | Thunder d'Oklahoma City          | Thunder d'Oklahoma City          | Thunder d'Oklahoma City          | 81                      | 81                      | 118                              | 118                              |                                  |                                  |  |  |                                  |                                  |                                  |                                  |
|  | Thunder d'Oklahoma City              | Thunder d'Oklahoma City          |                                  |                                  |                         |                         |                                  |                                  |                                  |                                  |  |  |                                  |                                  |                                  |                                  |
|  | Mavericks de Dallas                  | Mavericks de Dallas              | 104                              | 104                              |                         |                         |                                  |                                  |                                  |                                  |  |  |                                  |                                  |                                  |                                  |
|  | Mavericks de Dallas                  | Mavericks de Dallas              | 104                              | 104                              | Thunder d'Oklahoma City | Thunder d'Oklahoma City | 111                              | 111                              |                                  |                                  |  |  |                                  |                                  |                                  |                                  |
|  | 11 décembre 2024 – Houston, TX       |                                  |                                  |                                  | Thunder d'Oklahoma City | Thunder d'Oklahoma City | 111                              | 111                              |                                  |                                  |  |  |                                  |                                  |                                  |                                  |
|  |                                      |                                  | Rockets de Houston               | Rockets de Houston               | 96                      | 96                      |                                  |                                  |                                  |                                  |  |  |                                  |                                  |                                  |                                  |
|  | Rockets de Houston                   | Rockets de Houston               | Rockets de Houston               | Rockets de Houston               | 96                      | 96                      | 91                               | 91                               |                                  |                                  |  |  |                                  |                                  |                                  |                                  |
|  | Rockets de Houston                   | Rockets de Houston               |                                  |                                  |                         |                         |                                  | 91                               |                                  |                                  |  |  |                                  |                                  |                                  |                                  |
|  | Warriors de Golden State             | Warriors de Golden State         | 90                               | 90                               |                         |                         |                                  |                                  |                                  |                                  |  |  |                                  |                                  |                                  |                                  |
|  | Warriors de Golden State             | Warriors de Golden State         | 90                               | 90                               |                         |                         |                                  |                                  |                                  |                                  |  |  |                                  |                                  |                                  |                                  |
|  |                                      |                                  |                                  |                                  |                         |                         |                                  |                                  |                                  |                                  |  |  |                                  |                                  |                                  |                                  |